# Ray Moore (fumettista)
Raymond S. Moore (Montgomery City, 1905 – Kirkwood, 13 gennaio 1984) è stato un fumettista statunitense, creatore grafico e primo disegnatore dell'Uomo mascherato.

## Biografia
Le informazioni sulla vita di Ray Moore sono piuttosto scarne. Figlio di un gioielliere, nasce in Oklahoma nel 1905 e vive gran parte della sua vita nel Missouri con la moglie Claire. Inizialmente destinato a diventare ingegnere, intraprende invece una brillante carriera di fumettista.
Dopo essere stato assistente di Phil Davis ai disegni di Mandrake, nel 1936 diventa co-creatore e primo disegnatore di Phantom. Nel 1942, mentre sta disegnando una storia di Phantom a sfondo bellico, il suo lavoro sulla striscia è interrotto dalla guerra: Moore viene infatti chiamato alle armi come pilota e i disegni delle strips passano così al suo assistente, Wilson McCoy. Dopo il conflitto torna a disegnare l'Uomo mascherato alternandosi per qualche anno a McCoy, ma nel 1949 è costretto a ritirarsi definitivamente: i danni nevralgici provocati da un incidente di guerra non gli permettono di proseguire l'attività.
Grazie al suo stile cupo e d'atmosfera, ricco di neri, tratteggi e retini, molto probabilmente Moore è il più conosciuto disegnatore dell'Uomo Mascherato. Falk ha sempre sostenuto che l'artista nato in Oklahoma è stato il miglior disegnatore di Phantom grazie alla sua grande abilità nel disegnare le figure femminili. Lo sceneggiatore ha infatti ammesso di aver inserito molte donne nelle storie di Phantom proprio per via di questo grande talento di Moore.
I fan hanno spesso accostato il disegnatore all'Uomo Mascherato a causa dell'alone di mistero che circonda entrambi. Personaggio schivo e molto legato alla sua privacy, nelle poche interviste rilasciate l'artista di Montgomery non ha infatti mai parlato della sua vita privata. Di lui, inoltre, fino a qualche anno fa quasi non si conosceva il volto, dal momento che circolavano solamente un paio di fotografie. Solo recentemente ne è apparsa una terza, datata 1929.
Ray Moore muore dopo un ictus il 13 gennaio 1984 al St.Joseph Hospital di Kirkwood, un sobborgo di St. Louis, mentre la moglie spira nel 2005. I 13 ettari di bosco di Des Peres di proprietà del disegnatore vengono donati al Dipartimento di Conservazione e denominati Phantom Forest.